# Nemoria mutaticolor
Nemoria mutaticolor är en fjärilsart som beskrevs av Louis Beethoven Prout 1912. Nemoria mutaticolor ingår i släktet Nemoria och familjen mätare. Inga underarter finns listade i Catalogue of Life.